# Buda-Horobiivska, Kaniv
Buda-Horobiivska (în ucraineană Буда-Горобіївська) este un sat în comuna Horobiivka din raionul Kaniv, regiunea Cerkasî, Ucraina.

## Demografie
Componența lingvistică a localității Buda-Horobiivska
     Ucraineană (100%)
Conform recensământului din 2001, toată populația localității Buda-Horobiivska era vorbitoare de ucraineană (100%).